# Maison de la photographie Robert-Doisneau
La Maison de la photographie Robert-Doisneau est un centre d'exposition de photographie, inaugurée en avril 1996, situé au no 1 rue de la Division-du-Général-Leclerc à Gentilly (Val-de-Marne).

## Bâtiment
Le bâtiment de l’actuelle Maison de la photographie Robert-Doisneau, l’un des plus anciens de Gentilly, a été édifié au cours de la seconde moitié du XVIIIe siècle par les jésuites qui possédaient au sud-est du village de Grand-Gentilly un vaste domaine, maison de campagne, lieu de détente des collégiens de Louis-le-Grand. Son usage d’alors n’est pas déterminé avec précision. Ce n’est qu’au cours du XXe siècle que l’édifice devient un hôtel de location de chambres meublées, l'hôtel du Paroy, prenant ainsi le nom de la rue éponyme, devenue plus tard rue de la Division-du-Général-Leclerc. Délaissé et tombant en ruine, la municipalité de Gentilly  le rachète en avril 1985, sans toutefois décider de son avenir.
En 1992, la ville célèbre le 80e anniversaire de Robert Doisneau, lui-même natif de Gentilly. C’est à cette occasion que le photographe donne son nom à l’ancien hôtel qui sera désormais un lieu consacré à la photographie. La future Maison de la photographie Robert-Doisneau se trouve à quelques centaines de mètres de l’immeuble où le photographe est né, le 14 avril 1912.
Des travaux sont alors entrepris par l’architecte Jacqueline Eberhard. L’espace intérieur de 200 m2 est repensé pour accueillir les expositions, le public et l’administration du site.
Robert Doisneau meurt le 1er avril 1994. Lorsque la Maison de la photographie Robert-Doisneau ouvre ses portes en 1996, elle est parrainée par Jean Dieuzaide, autre grande figure de la photographie humaniste française et ami de Doisneau.

## Mission, activités, organisation
Depuis son ouverture en 1996, la Maison de la photographie Robert-Doisneau est un lieu d’expositions temporaires. Elle n’abrite pas l’œuvre du photographe mais lui rend hommage en explorant, entre autres domaines photographiques (agence Noor, studio Sam Lévin…) la photo humaniste dans son histoire et dans ses pratiques actuelles, revisitant cette notion au-delà des frontières, privilégiant le regard, le réel et le documentaire.
Elle présente chaque année quatre expositions monographiques ou thématiques réalisées à partir de fonds historiques, d’œuvres d’auteurs contemporains, d’archives de photographes professionnels ou amateurs. Cette programmation intègre également « La photographie à l’école », expérience pédagogique et exposition réalisée par des enfants.

### Collections
L'objectif premier de la Maison de la photographie Robert-Doisneau est la présentation d’expositions temporaires dans ses espaces et hors-les-murs. Elle n’a donc pas pour mission initiale de conserver des collections.
Toutefois, sa programmation annuelle a progressivement participé à la création de deux fonds : l'ensemble des épreuves produites et exposées à l'occasion du projet « La photographie à l’école », et la collection photographique du fonds municipal d'art contemporain (FMAC) de Gentilly.

### Rattachement
Après avoir été, à partir de janvier 2006, un équipement de la communauté d'agglomération du Val de Bièvre, l'institution est, depuis janvier 2016, de la compétence de l'établissement public territorial Grand-Orly Seine Bièvre.

### Direction
- Annie-Laure Wanaverbecq, de 1996 à 2013
- Michaël Houlette, depuis 2014

## Expositions
- 1996 : Est-ce ainsi que les hommes vivent…, 80 photographes de 17 pays différents sur une période de 1905 à 1996
- 1999 :
  - Avoir 20 ans à Bamako, photographies de Gilles Coulon
  - Le don du fleuve, photographies de Bernard Descamps
- du 17 au 18 septembre 2011: Robert Job, dans le cadre des Journées du patrimoine
- 2012: Jean Dieuzaide, un homme d'images
- 2012-2013 :
  - Émile Savitry, un photographe à Montparnasse
  - « Jean Pascal Imsand, Lignes Formes Volumes », La Photographie à l'école, 12e édition, Noor
  - Philippe Lopparelli
- 2014 :
  - Gérald Assouline
  - « Tout en noir et blanc », La Photographie à l'école, 13e édition
  - Homer Sykes, England 1970-1980, Photos trouvées, photographie d'amateurs du XXe siècle
- 2015 : 
  - Marcel Bovis 6x6[4]
  - « Regarder/Voir », La Photographie à l'école 14e édition
  - Franck Landron Ex Time
  - du 16 octobre 2015 au 17 janvier : La trace invisible des gens Lena Gudd[5]
- 2016 :  
  - du 28 janvier au 24 avril : Henri Salesse Nouveau monde[6]
  - « L'Étonnement », La photographie à l'école 15e édition
  - « Le studio Lévin, Sam Lévin & Lucienne Chevert », du 17 juin au 25 septembre 2016
- 2017 : « Fred Stein », du 10 juin au 14 septembre 2017
- 2018 : « Ardenne », photographies d'Éric Guglielmi, du 26 janvier au 15 avril

## Informations pratiques

### Transports
- Accès individuel

Le 1 de la rue de la Division-du-Général-Leclerc (adresse officielle) correspond à une courte portion en impasse de cette rue et difficile à trouver.
- Transports publics
  -  Bus: 
    -  ligne 184, arrêt : Mairie de Gentilly

### Horaires
Entrée libre
- Fermeture les jours fériés